# 醉渔唱晚
《醉漁唱晚》，古琴曲，明、清傳譜中原有《醉漁唱晚》一曲，有不同的解題。有的說是唐代詩人皮日休和陸龜蒙所作，有的說據張仲宗的詞而作，還有的說“與《漁歌》音同而調異”，“實有笑傲煙雲，醉鄉酣美之意”等等。但是張孔山所傳的這首同名琴曲，和他們並非同一作品。它的體裁短小，曲調精練，形象鮮明，是近代川派的代表性琴曲之一。

## 版本
〈醉漁唱晚〉一曲有不同的版本傳世。
- 李子昭傳譜：七段加一尾聲，由兩個交替出現的不同曲調多次變奏組成。衛仲樂、林友仁、龔一、成公亮等琴家演奏的都是這個版本。[2]
- 張孔山傳《百瓶齋琴譜》本：六段。顧梅羹、查阜西、吳自英等人的錄音都為此版本。[3]

## 外部連結
- YouTube上的〈醉漁唱晚〉，李子昭傳譜，衛仲樂演奏
- YouTube上的〈醉漁唱晚〉，李子昭傳譜，林友仁演奏
- 〈醉漁唱晚〉，李子昭傳譜，林晨演奏